# Hanover (Ontario)
Hanover è un comune del Canada, situato nella provincia dell'Ontario, nella contea di Grey.